# Municipio de Mississinawa
El municipio de Mississinawa (en inglés: Mississinawa Township) es un municipio ubicado en el condado de Darke en el estado estadounidense de Ohio. En el año 2010 tenía una población de 752 habitantes y una densidad poblacional de 9,9 personas por km².

## Geografía
El municipio de Mississinawa se encuentra ubicado en las coordenadas 40°18′46″N 84°45′37″O / 40.31278, -84.76028. Según la Oficina del Censo de los Estados Unidos, el municipio tiene una superficie total de 75.95 km², de la cual 75,83 km² corresponden a tierra firme y (0,16 %) 0,12 km² es agua.

## Demografía
Según el censo de 2010, había 752 personas residiendo en el municipio de Mississinawa. La densidad de población era de 9,9 hab./km². De los 752 habitantes, el municipio de Mississinawa estaba compuesto por el 97,87 % blancos, el 0,13 % eran amerindios, el 0,27 % eran asiáticos, el 0,8 % eran de otras razas y el 0,93 % eran de una mezcla de razas. Del total de la población el 1,99 % eran hispanos o latinos de cualquier raza.